# Emder Konkordate
Die Emder Konkordate  sind ein unter Vermittlung der niederländischen Generalstaaten zwischen Graf Enno III. und den Ständen am 7. November 1599 geschlossener Vertrag. Dieser Vertrag war sowohl in staatsrechtlicher als auch in kirchenrechtlicher Hinsicht ein Befriedungsversuch, der in weiten Teilen den status quo festschrieb und in strittigen Fragen der Verteilung von Macht und Einflussnahme Kompromissbereitschaft zeigte.
Mit den Emder Konkordaten wurde das reformierte neben dem lutherischen Bekenntnis in Ostfriesland als gleichberechtigt anerkannt, was im Deutschen Reich erst im Westfälischen Frieden von 1648 zur Durchsetzung kam.

## Hintergrund
Um 1520 hielt die Reformation Einzug. Anders als in den meisten Regionen war es jedoch nicht die Obrigkeit, die hier federführend war. Zwar unterstützte Graf Edzard I. die Verbreitung der neuen Lehre, war in seiner Position jedoch zu schwach, um ein bestimmtes Bekenntnis durchzusetzen. So existierten lutherischer Protestantismus und Calvinismus in Ostfriesland nebeneinander, ohne dass dabei eine Konfession die Oberhand gewinnen konnte. Vielmehr setzte sich eine Spaltung des Landes in einen lutherischen Osten und einen calvinistischen Westen durch. Katholische Kirchen hingegen gab es nach der Reformation in Ostfriesland nicht mehr, katholische Christen kaum noch.
Im Allgemeinen waren die Fürsten lutherisch und die ihnen widerstrebenden Stände unter Emdens Führung, gestützt auch auf die Niederlande, reformiert. Graf Enno III. war bemüht, diesen Zustand zu lösen und die beiden Konfessionen zu vereinen. Dazu berief er gleich zu Beginn seiner Regierung am 2. Juni 1599 einen Landtag nach Emden, um die Huldigung der Stände entgegenzunehmen und das Thema der religiösen Spaltung zu beratschlagen. Auf dem Landtag in Aurich wurden die Konkordate dann am 7. November von den Vertragsparteien bestätigt.

## Inhalt
In den Emder Konkordaten wurde festgelegt, dass die einzelnen Gemeinden ihre Konfession selbst bestimmen dürfen. So sollte es in jedem Ort nur eine Kirche (entweder lutherisch oder reformiert) geben. Dieser Gemeinde sollten dann sowohl Lutheraner wie auch Reformierte Bürger des Ortes angehören, aber ihren eigenen Konfessionsstand behalten dürfen, wenn auch ihre Rechte nicht ausdrücklich geklärt wurden. Diese Regelung hat auf den Dörfern Ostfrieslands zum Teil bis heute bestand, in den Städten Aurich, Emden und Leer gab es hingegen schon kurz nach den Konkordaten auch Gotteshäuser anderer Bekenntnisse.
Daneben wurde den Gemeinden das Recht zugestanden, ihren Pastor selbst zu bestimmen oder zu wählen. Das Landesherrliche Kirchenpatronat wurde somit auf ein Minimum beschränkt. Im Vertragswerk war dafür ein Konsistorium nach sächsischem Vorbild als Oberaufsicht für die Gemeinden vorgesehen, was jedoch nie eingerichtet werden konnte.

## Auswirkungen
Mit der Anerkennung der Reformierten Kirche als Gleichberechtigt in Ostfriesland wurde in den Konkordaten die Basis für eine weitgehend eigenständige Entwicklung der reformierten Kirche in der Region gelegt. Anstatt zu vereinen, schrieben die Emder Konkordaten die Teilung juristisch fest. Während sonst in Deutschland der Augsburger Religionsfrieden von 1555 galt, wonach der Landesherr die Religion der Einwohner wählen darf, wurde dieses Recht in Ostfriesland auf die Gemeinden übertragen. 